# Jessica Steck
Jessica Steck (Bloemfontein, 6 agosto 1978) è un'ex tennista sudafricana.

## Carriera
Specialista nel doppio si fa notare in questa disciplina a livello giovanile, raggiunge infatti le semifinali del doppio ragazze agli Australian Open 1995, i quarti di finale a Wimbledon 1995 e infine conquista il titolo agli US Open 1996 insieme alla connazionale Surina de Beer.
Tra le adulte ha giocato due finali nel circuito WTA vincendo il Bell Challenge 2002 insieme alla statunitense Samantha Reeves.
Ha fatto parte della squadra sudafricana di Fed Cup dal 1997 al 2003 ottenendo quattro vittorie e tre sconfitte.

## Statistiche

### Doppio

#### Vittorie (1)
| Numero | Anno | Torneo                 | Superficie    | Compagna        | Avversarie in finale                 | Punteggio     |
| 1.     | 2002 | Bell Challenge, Québec | Sintetico (i) | Samantha Reeves | María Emilia Salerni Fabiola Zuluaga | 4–6, 6–3, 7–5 |

#### Finali perse (1)
| Numero | Anno | Torneo                                                   | Superficie  | Compagna       | Avversarie in finale       | Punteggio |
| 1.     | 1999 | U.S. National Indoor Tennis Championships, Oklahoma City | Cemento (i) | Amanda Coetzer | Lisa Raymond Rennae Stubbs | 3–6, 4–6  |